# Жицини
Жицини (пол. Życiny) — село в Польщі, у гміні Ракув Келецького повіту Свентокшиського воєводства.
Населення — 413 осіб (2011).
У 1975-1998 роках село належало до Келецького воєводства.

## Демографія
Демографічна структура на день 31 березня 2011 року:
|          | Загалом | Допрацездатний вік | Працездатний вік | Постпрацездатний вік |
| -------- | ------- | ------------------ | ---------------- | -------------------- |
| Чоловіки | 208     | 54                 | 131              | 23                   |
| Жінки    | 205     | 33                 | 107              | 65                   |
| Разом    | 413     | 87                 | 238              | 88                   |